# Particularism
Particularismul este un concept folosit în politologie, de special în teoria politică, și în sociologie, care într-un sistem politic descrie o stare de fapte caracterizată prin capacitatea unor rețele sau unități mai mici de a-și impune interesele sau drepturile asupra intereselor comune. Un alt înțeles secundar, în federalism, al termenului este tendința ca elemente ale periferiei sistemului să se impună contra centrului. Astfel particularismului îi pot fi contrapuse conceptele de universalism sau centralism. Preopinenți ai săi au fost sociologul german Max Weber și sociologul american Talcott Parsons.

## Identificarea particularismului
Alina Mungiu-Pippidi propune în articolul Corruption: Diagnosis and Treatment următoarele criterii pentru identificarea particularismului:
- Persistența percepției populare că guvernul este corupt în pofida schimbărilor de guverne;
- Poziții și funcții influente deținute de aceleași persoane indiferent de rezultatele alegerilor;
- Migrația politica de la opoziție la putere;
- Percepția că politicienii sunt deasupra legii;
- Accesul la resurse intermediate de rețele oligarhice;
- Eșecul statului de a lua măsuri chiar și împotriva celor mai corupți membri ai grupurilor influente.